# Umeå naturvetar- och teknologkår

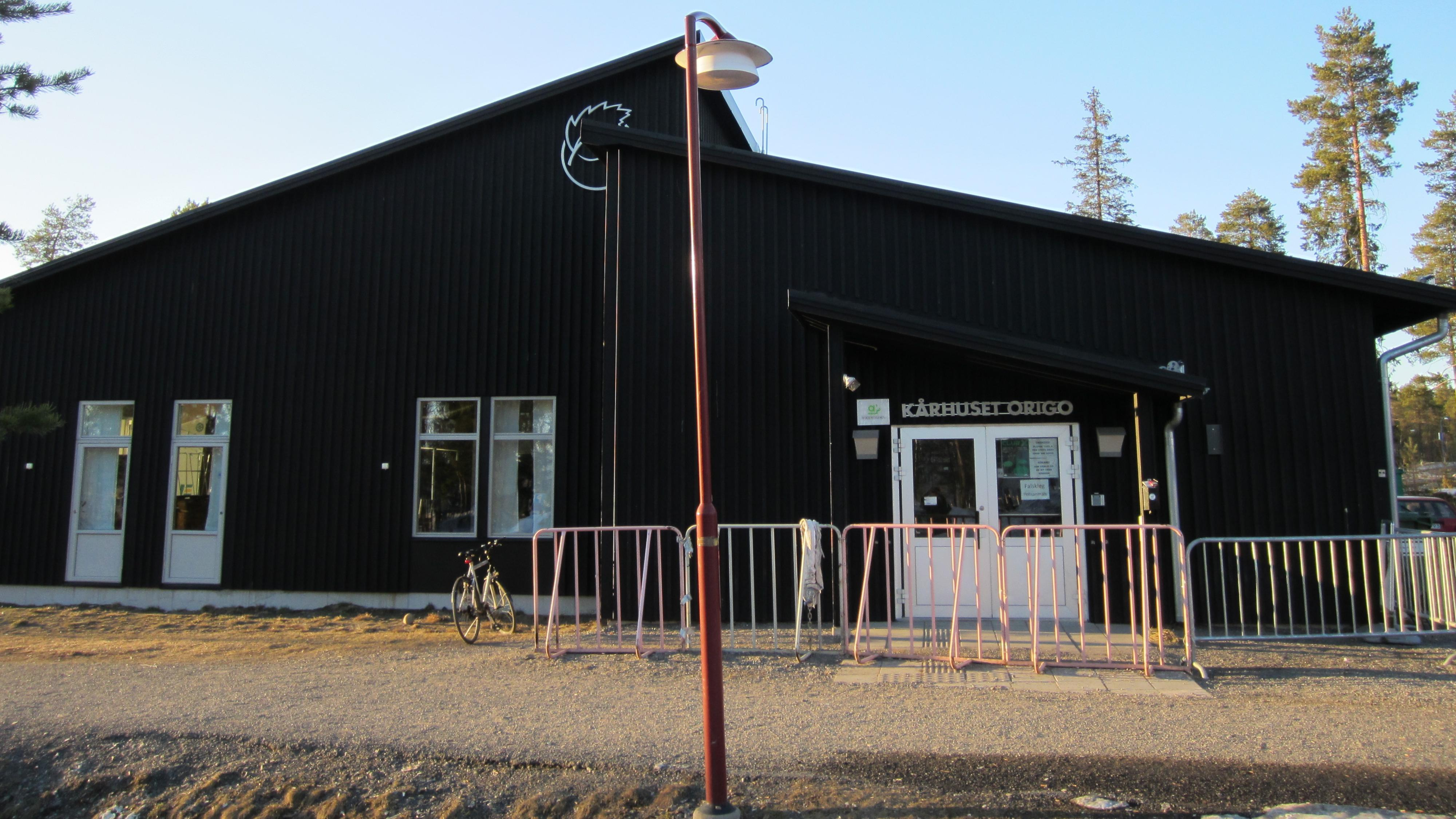
NTK:s kårhus Origo

Umeå naturvetar- och teknologkår, NTK, är en av tre studentkårer vid Umeå universitet (jämte Medicinska studentkåren vid Umeå universitet och Umeå studentkår.) NTK representerar ca 4 000 studenter som huvudsakligen studerar vid den teknisk-naturvetenskapliga fakulteten vid Umeå universitet. NTK:s uppgift är bland annat att bevaka studenternas intressen och rättigheter samt förbättra deras kontakt med näringslivet. NTK anordnar årligen, i samarbete med HHUS, UMSYS och PLUM, Umeå universitets största arbetsmarknadsdag för studenter, Uniaden. 
Kåren är uppbyggd av åtta sektioner där studenternas tillhörighet bestäms av program- eller institutionstillhörighet. De högsta besluten tas av Kårfullmäktige (FUM) som består av 23 studenter fördelade över kårens sektioner. Fullmäktiges beslut verkställs sedan av kårstyrelsen. Denna består av sex studenter varav fem har tagit studieuppehåll för att som heltidsarvoderade arbeta med utbildningspolitiska frågor.

## Sektioner
NTK består av följande åtta sektioner:
- CS-sektionen, för studenter inom datavetenskap
- Designsektionen, för studenter vid Designhögskolan i Umeå och Arkitekthögskolan i Umeå
- Doktorandsektionen organiserar doktorander vid fakultetens samtliga institutioner [död länk]
- F-sektionen, för studenter på civilingenjörsprogrammen i teknisk fysik, energiteknik och öppen ingång
- I-sektionen, för studenter på kandidatprogrammet i matematik, samt civilingenjörsprogrammet i industriell ekonomi
- InSekt (Ingenjörssektionen) för studenter på högskoleingenjörsprogram och Institutionen för tillämpad fysik och elektronik
- MEGA-sektionen för studenter inom biologi och geovetenskap samt för studenter inom Miljö- och hälsoskydd.
- Sigmasektionen för studenter inom bioteknik, pharmasi, kemi, life science, kemi och molekylärbiologi.

NTK skapades efter att Teknologsektionen och Naturvetarsektion bröt sig ut ur Umeå Studentkår 1998 efter att ha fått sin ansökan om att bli en egen studentkår beviljad.